# Мелекасово
Мелека́сово (рос. Мелекасово, башк. Мәләкәҫ) — присілок у складі Мечетлінського району Башкортостану, Росія. Входить до складу Алегазовської сільської ради.
Населення — 259 осіб (2010; 274 у 2002).
Національний склад:
- башкири — 98 %